# Euroflasche (Hygiene)
Euroflasche ist die Bezeichnung eines Gebindes, in das Präparate zur Händehygiene abgefüllt werden. In der Regel handelt es sich bei den Füllgütern um Händedesinfektionsmittel, Handwaschpräparate oder Lotionen. Die Behälter werden in der Regel in geeigneten Spendersystemen eingesetzt, die mit dieser Flaschenform kompatibel sind und als Eurospender bezeichnet werden. Die Euroflasche weist bestimmte Maßgrenzen auf, sodass der Eurospender unterschiedliche Füllgüter aufnehmen kann, die diesem Format folgen.

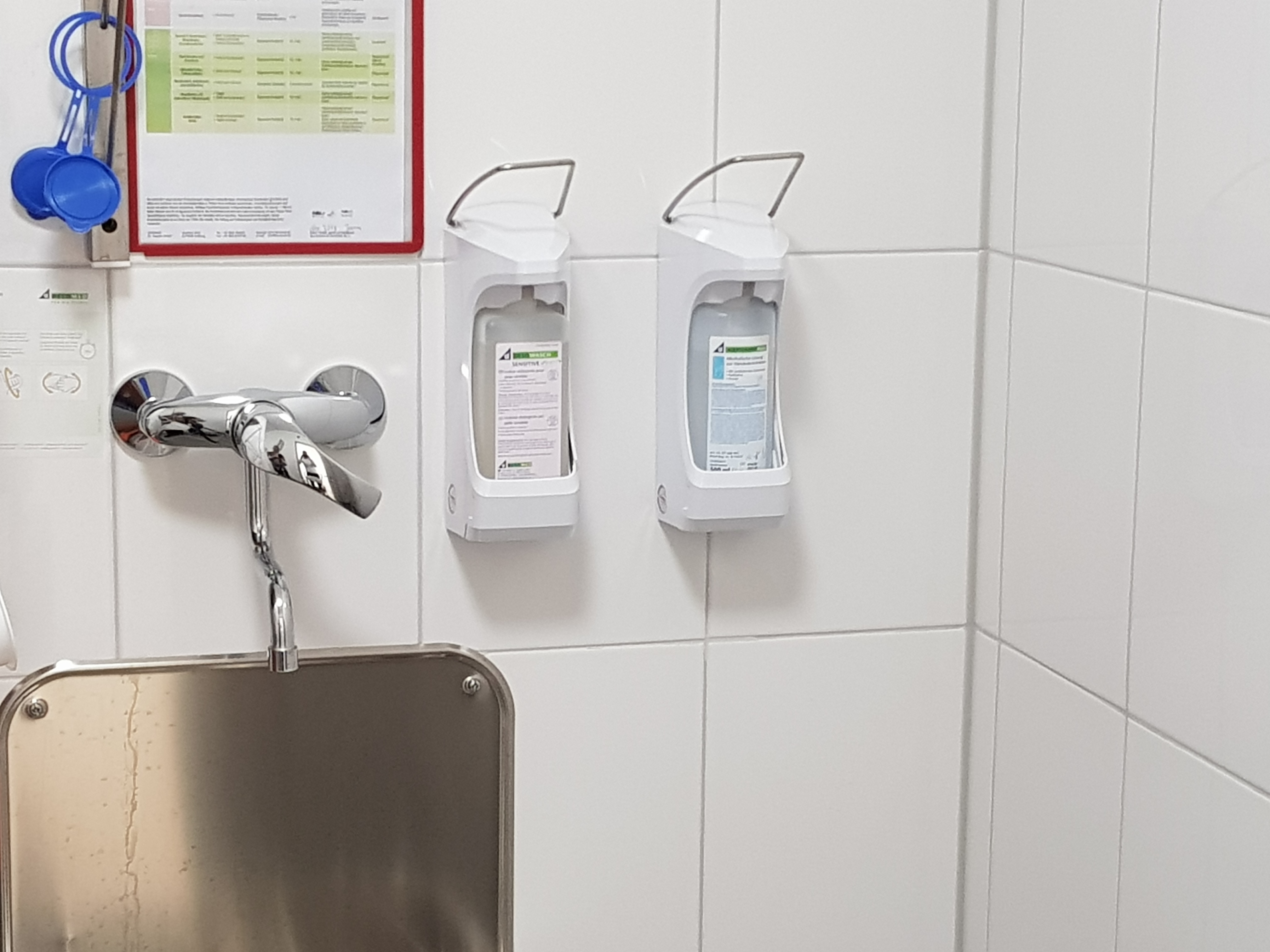
Eurospender mit Euroflaschen für Händedesinfektionsmittel und Flüssigseife

## Geschichte
Die Idee, ein möglichst einheitliches Flaschenformat zu etablieren, entstand zu Beginn der 1970er Jahre in Deutschland als immer mehr Anbieter von alkoholbasierten Händedesinfektionsmitteln auf den Markt kamen und es für die Anwender problematisch wurde, ein Spendersystem zu finden, dass mit Füllgütern unterschiedlicher Herstellern kompatibel war. Der primäre Anwenderkreis setzt sich aus Krankenhäusern, Kliniken und weiteren Einrichtungen des Gesundheitswesens zusammen, in denen die Händehygiene eine wichtige Rolle spielt, um nosokomiale Infektionen zu vermeiden.

## Maße
Gebinde mit einem Volumen von 500 ml und 1.000 ml bilden das übliche Format. Die Euroflasche im 500-ml-Format weist in der Höhe ein Maß von 150 mm bis 160 mm, in der Tiefe von maximal 65 mm und in der Breite von maximal 75 mm auf. Für die 1000-ml-Flasche gilt ein Maximum von 70 mm in der Tiefe und 88 mm in der Breite. Die Höhe der Euroflasche liegt zwischen 170 mm und 200 mm. Unabhängig von der Flaschengröße, liegt der Innendurchmesser des Flaschenhalses zwischen 18 und 35 mm. Der Flaschenhals sollte möglichst zentral platziert sein, um einen korrekten Sitz der Flasche in dem Eurospender zu gewährleisten.

## Empfehlungen
Der Einsatz von Eurospendern bietet Anwendern die Möglichkeit, Füllgüter unterschiedlicher Hersteller einsetzen zu können. Die Kommission für Krankenhaushygiene und Infektionsprävention am Robert Koch-Institut (KRINKO) beschreibt in ihrer aktuellen Empfehlung zur Händehygiene in Einrichtungen des Gesundheitswesens aus dem Jahr 2016 folgendes in Bezug auf die Anforderungen an Spender für Händedesinfektionsmittel und Handwaschpräparate: „Es soll […] die Möglichkeit der Verwendung von Gebinden unterschiedlicher Hersteller […] möglich sein.“
Auch die Gesellschaft für Krankenhaushygiene e.V. (DGKH) spricht sich in ihrer Empfehlung zu den Anforderungen an Seifen- und Händedesinfektionsmittelspender in Einrichtungen des Gesundheitswesens für das Euroflaschen-Format aus: „Seifen- und Händedesinfektionsmittelspender sollen die Verwendung verschiedener Flüssigseifen- und Händedesinfektionsmittelgebinde unterschiedlicher Hersteller erlauben.“